# 광주시 갑 (전남 선거구)
광주시 갑은 대한민국의 옛 국회의원 선거구이다. 당시 전라남도 광주시의 일부 지역을 관할했다.

## 역사
제4대 국회의원 선거를 앞두고 광주시 선거구가 갑, 을, 병으로 분리되면서 신설되었다.
제9대 국회의원 선거를 앞두고 광주시 갑, 을 선거구가 통합되면서 광주시 선거구를 형성하게 됨에 따라 폐지되었다.

## 역대 국회의원
| 선거   | 정당 | 정당   | 의원   |
| ------ | ---- | ------ | ------ |
| 1958년 |      | 민주당 | 정성태 |
| 1960년 |      | 민주당 | 정성태 |
| 1963년 |      | 민정당 | 정성태 |
| 1965년 |      | 정민회 | 유수현 |
| 1967년 |      | 신민당 | 정성태 |
| 1971년 |      | 신민당 | 정성태 |

## 역대 선거 결과

### 대한민국 제4대 국회의원 선거
|  | 54.03% |

|  | 42.05% |

|  | 3.90% |

### 대한민국 제5대 국회의원 선거
|  | 67.14% |

|  | 18.25% |

|  | 10.54% |

|  | 4.05% |

### 대한민국 제6대 국회의원 선거
|  | 57.69% |

|  | 25.83% |

|  | 13.08% |

|  | 3.38% |

|  | 0% |

### 1965년 대한민국 재보궐선거
정성태 의원의 의원직 상실로 인해 치러진 1965년 대한민국 재보궐선거에서 정민회 유수현 후보가 당선되었다.

### 대한민국 제7대 국회의원 선거
|  | 52.85% |

|  | 46.24% |

|  | 0.89% |

### 대한민국 제8대 국회의원 선거
|  | 59.59% |

|  | 40.19% |

|  | 0.21% |